# Hoplodactylus
Hoplodactylus – rodzaj jaszczurek z rodziny Diplodactylidae.

## Zasięg występowania
Rodzaj obejmuje gatunki występujące w Nowej Zelandii (wyspy w Cieśninie Cooka i Wyspa Północna z wyspami u jej północno-wschodnich wybrzeży).

## Charakterystyka
Jaszczurki z tego rodzaju prowadzą głównie nocny tryb życia. Bytują na drzewach i na ziemi. Wszystkie są żyworodne.

## Systematyka
Rodzaj zdefiniował w 1843 roku austriacki przyrodnik Leopold Fitzinger w publikacji własnego autorstwa poświęconej systematyce ssaków. Gatunkiem typowym jest (oryginalne oznaczenie) Platydactylus duvaucelii.

### Etymologia
- Hoplodactylus: gr. ὁπλον hoplon ‘uzbrojenie’[6]; δακτυλος daktulos ‘palec’[7].
- Pentadactylus: gr. πενταδακτυλος pentadaktulos ‘pięciopalczasty, o pięciu palcach’, od πεντε pente ‘pięć’; δακτυλος daktulos ‘palec’[8]. Gatunek typowy (oznaczenie monotypowe): Platydactylus duvaucelii Duméril & Bibron, 1836.

### Podział systematyczny
Wcześniej do rodzaju należał prawdopodobnie wymarły H. delcourti, jednak w 2023 roku na podstawie analiz genetycznych został umieszczony w nowo utworzonym monotypowym rodzaju Gigarcanum; w takim ujęciu do rodzaju należą następujące gatunki:
- Hoplodactylus duvaucelii (Duméril & Bibron, 1836)
- Hoplodactylus tohu Scarsbrook, Walton, Rawlence & Hitchmough, 2023